# Дзержинский сельский округ (Северо-Казахстанская область)
Дзержинский сельский округ (каз. Дзержинск ауылдық округі) — административная единица в составе Тимирязевского района Северо-Казахстанской области Казахстана. Административный центр и единственный населенный пункт — село Дзержинское.
Население — 339 человек (2009, 675 в 1999, 917 в 1989).
Динамика численности
| Численность населения | Численность населения | Численность населения |
| 1989                  | 1999                  | 2009                  |
| --------------------- | --------------------- | --------------------- |
| 917                   | ↘675                  | ↘339                  |

## Этнокультурное объединение
С 16 декабря 2006 года в округе функционирует казахский этнокультурный центр «Мурагер».

## История
Дзержинский сельский совет образован 4 июня 1954 года. 12 января 1994 года постановлением главы Северо-Казахстанской областной администрации образован Дзержинский сельский округ.
Село Григорьевка было ликвидировано совместным решением Северо-Казахстанского областного маслихата и акима Северо-Казахстанской области от 27 мая 2005 года.

## Состав
В состав округа входят такие населенные пункты:
| Населенный пункт  | Население, человек (1989) | Население, человек (1999) | Население, человек (2009) |
| ----------------- | ------------------------- | ------------------------- | ------------------------- |
| Григорьевка, село | 69                        | -                         | -                         |
| Дзержинское, село | 848                       | 675                       | 339                       |